# Eurysthea cribripennis
Eurysthea cribripennis là một loài bọ cánh cứng trong họ Cerambycidae.